# Casa de Antonio Baena Gómez
La Casa de Antonio Baena Gómez es un edificio estilo modernista de la ciudad española de Melilla situado en la calle Ejército Español, 3 y forma parte del Conjunto Histórico Artístico de la Ciudad de Melilla, un Bien de Interés Cultural.

## Historia

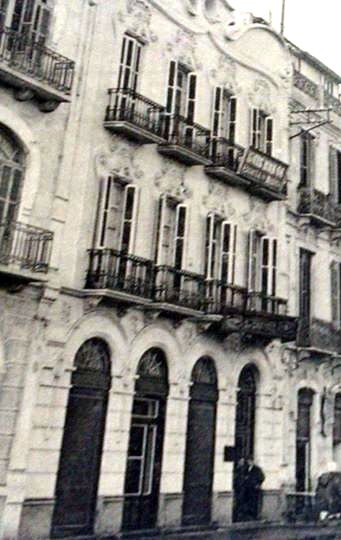

Se empezó a construir en 1910, según proyecto de junio de ese año del arquitecto Enrique Nieto, para el contratista malagueño Antonio Baena Gómez.
A principios de los sesenta se destruyeron sus bajos para construir el pasaje Avenida, suprimiéndose también su entrada a las viviendas, trasladándose al interior del pasaje.

## Descripción
Consta de planta baja y dos plantas. Está construido con paredes de mampostería de piedra local y ladrillo macizo, con vigas de hierro y bovedillas de ladrillo macizo.
De su única fachada, que contaba con cuatro arcos deprimidos hoy sustituidos por cuatro vanos desiguales, uno de ellos el de acceso al pasaje Avenida, con una marquesina y las ventanas de una entreplanta, dan paso a la planta principal, de cuatro vanos enmarcados por bellas molduras, con festones sobre el dintel, dando paso a cada una a un balcón de bella rejería.
La composición  se repite en la primera planta, que da paso al coronamiento o remate central, curvo y ondulante, con óculo con enmarque floral que culmina en ornato de hoja de acanto.
En el pasaje Avenida destaca un mosaico que representa una medina, obra de Eduardo Morillas y José Peña.